# Brzostek
Brzostek là một thị trấn thuộc huyện Dębicki, tỉnh Podkarpackie ở đông-nam Ba Lan. Thị trấn có diện tích 9 km². Đến ngày 1 tháng 1 năm 2011, dân số của thị trấn là 2640 người và mật độ 301 người/km².